# Xã Hennepin, Quận Putnam, Illinois
Xã Hennepin (tiếng Anh: Hennepin Township) là một xã thuộc quận Putnam, tiểu bang Illinois, Hoa Kỳ. Năm 2010, dân số của xã này là 1.261 người.